# RUN!-3films-
『RUN!-3films-』（ラン！スリーフィルムズ）は2019年11月2日公開の土屋哲彦監督、畑井雄介監督によるオムニバス映画である。
「actor」「追憶ダンス」は土屋哲彦。「VANISH」は畑井雄介。

## 概要
ゆうばり国際ファンタスティック、SKIPシティなど数々の映画祭に招待され、グランプリなどを受賞してきた3本の短編映画が紡ぐ疾走ムービー。
京都国際映画祭2019特別招待作品。
3作品すべてに津田寛治が出演している。

## 追憶ダンス

### あらすじ（追憶ダンス）
コンビニバイト中の鈴木の前に、強盗が現れた。そいつは中2まで一緒だった同級生の佐藤だという。
「イジめた方は忘れても、イジめられた方は覚えてんだよ！」とナイフで襲ってくるが全く身に覚えがない。記憶のかけ違いをめぐる二人の攻防は予想外の結末に！

### キャスト（追憶ダンス）
- 鈴木 - 篠田諒
- 佐藤 - 木ノ本嶺浩
- チンピラ - 青木玄徳
- チンピラの彼女 - 山崎ケイ（相席スタート）
- 警官 - 津田寛治

### スタッフ（追憶ダンス）
- 監督 : 土屋哲彦
- 脚本 : 池谷雅夫
- 撮影 : 高橋一己
- 照明 : 西野哲雄
- 録音 : 蓬田智一
- 美術 : 山下修持
- スタイリスト : 竹内大海
- ヘアメイク : 川瀬輝美
- アクション : 根本太樹
- 編集 : 伊藤瑞希
- VFX : 広浦直人
- MA : 西川良
- 音楽 : 田口大善/RNST
- エンディング曲 : 『追憶ダンス』the twenties
- 協力 : パイプライン/ヴィレッジ
- 制作協力 : エルロイ

## VANISH

### あらすじ（VANISH）
年間失踪者数10万人、その原因はわかっていないー。「自分」が何者なのかわからいまま、生きる為に人間を喰う謎の親子と、死体処理が生業のヤクザ。『消す』ことを宿命づけられた二人の共存…。
「生きる」とは？スタイリッシュな映像で贈るSFファンタジー。

### キャスト（VANISH）
- 正体不明の男 - 松林慎司
- マーク - 蟹江アサド
- ボブ - シャア・ハック
- 神山の手下 - 谷沢龍馬
- 神山 - 津田寛治

### スタッフ（VANISH）
- 監督・脚本・編集 : 畑井雄介
- 撮影監督 : 八重樫肇春
- 録音 : 久保琢也
- 特殊メイク : 八幡裕美子
- ガンエフェクト : 早川光
- アシスタントプロデューサー : 伊藤広
- 協力 : 斎藤幸太郎、辻宗一郎
- 車両協力 : 中山賢一
- 持ち道具協力 : 小澤圭美
- 機材協力 : ガゼボフィルム
- 制作協力 : パイプライン

## actor

### あらすじ（actor）
売れない役者山田はバイト先でも馬鹿にされる日々。向いていないのかな…悩みながら振り向くと、映画の撮影隊がなぜか山田にカメラを向けている！？
戸惑いつつシーンを演じきった山田は憧れのスターとの共演で覚醒し…。夢を捨てきれない男が、現実と幻想の境界を疾走する！

### キャスト（actor）
- 山田 - 黒岩司
- バーの店長 - 須賀貴匡
- 制作助手 - 菅野莉央
- 映画監督 - 龍坐
- カメラマン - 笠原紳司
- 助監督 - 松林慎司
- CMディレクター - 佐野大樹
- 制作チーフ - 川村亮介
- タレント - 佐野和真
- 広告代理店 - 高橋洋
- 津田沼寛治郎 - 津田寛治

### スタッフ（actor）
- 監督・脚本・編集 : 土屋哲彦
- 撮影監督 : 辻健司
- 録音 : 蓬田智一
- ガファー : 山本真吾
- 衣装 : 竹内大海
- ヘアメイク : 野網達弥
- MA : 森浩一
- 音効 : 徳永義明
- 助監督 : 畑井雄介
- 音楽 : 鷲見音右衛門文広
- エンディング曲 : 『Bus to Hell』踊ろうマチルダ
- 制作プロダクション : エルロイ

## スタッフ（RUN!-3films-）
- 企画・プロデューサー : 星久美子
- 配給宣伝プロデューサー : 熊谷睦子
- 配給 : MAP
- 制作 : ラ・セッテ

## その他

### 公開した劇場
- 東京・池袋シネマロサ（2019年11月2日 - ）
- 福井・テアトルサンク（2019年11月8日 - ）
- 東京・下北沢トリウッド（2019年12月7日 - ）
- 名古屋・シネマスコーレ（2019年12月14日 - ）
- 京都・みなみ会館（2020年1月17日 - ）
- 大阪・シアターセブン（2020年1月18日 - ）
- 神戸・元町映画館（2020年1月18日 - ）
- 長野・佐久アムシネマ（2020年2月7日 - ）
- 横浜・ジャック＆シネマ（2020年2月8日 - ）

## 受賞
- 山形国際ムービーフェスティバル準グランプリ＆観客賞
- SKIPシティ国際Dシネマ映画祭激励賞（準グランプリ）
- FOXムービー短編映画祭審査員特別俳優賞
- しがショートムービーフェスグランプリ
- きりゅう映画祭観客賞
- 杉並ヒーロー映画祭ベストヒーロー賞＆観客賞
- TOKYO月イチ映画祭グランプリ
- Kisssh-Kissssssh映画祭最優秀主演男優賞
- Nippon Connention（ドイツ）
- レーゲンスブルク国際短編映画祭（ドイツ）
- アヴァンカ国際映画祭（スペイン）
- ゆうばり国際ファンタスティック映画祭
- 福井駅前短編映画祭招待作品
- Beppuブルーバード映画祭